# Taťka Šmoula
Taťka Šmoula je vůdce Šmoulí vesnice. Jeho věk by měl být 542 let a je to třetí nejstarší Šmoula.

## Historie
Taťka Šmoula je syn Dědy Šmouly a Babči. Všechny dnešní dospělé Šmouly ve šmoulí vesnici vychoval právě on a musel je ochraňovat před Hotapem, který s pomocí Šoťáků chtěl jeho Šmoulata pochytat a udělat z nich zlato. Hotap jednou všechny Šmoulata včetně Taťky pochytal, ze Šmoulat chtěl udělat zlato a Taťku nechal hodit do díry, ze které se ale Taťka dostal a Šmoulata zachránil.

## Povaha
Taťkova povaha je ještě šmoulovatější než ostatních Šmoulů. Ve šmoulí vesnici není žádný Šmoula spravedlivější a čestnější než on a prakticky nemá žádné negativní vlastnosti. Oproti ostatním je také mnohem moudřejší a zkušenější, a pokud si některý ze Šmoulů neví s něčím rady, tak jde za ním, aby mu poradil. Také není konzervativní a dokáže se snadněji sžít s novinkami. Je i dosti hravý, hlavně se Šmoulaty, až mu to například Koumák vyčítá. Ve šmoulí vesnici všechno organizuje, kontroluje a stará se aby všechno správně fungovalo. Často řeší i spory mezi Šmouly. Jeho zálibou je vařit kouzelné lektvary, ale velmi často to dělá i proto, že je to nutné.

## Vzhled
Nosí červené kalhoty a červenou čepici, má bílý plnovous (v mládí hnědý).

## Zajímavosti
Jednou se z něj pomocí kouzla omylem stalo malé Šmoule, ale brzo se ho podařilo vrátit do původního stavu. Také se zná s některými lidmi, nejvíc například s čarodějem Homnibusem, s kterým se občas radí nebo hraje šachy, a s Matkou Přírodou, které pomáhá napravovat nepřirozené odchylky (například sněžení v létě), mnohdy je to ale i obráceně a Taťka se naopak neobejde bez její pomoci. Ve Šmoulí vesnici občas dělá i soudce.